# Johan Edman
Johan Viktor Edman (Långserud, 29 maart 1875 – Norra Ny, 19 augustus 1927) was een Zweeds atleet. 
Edman won met het team van de politie van Stockholm op Olympische Zomerspelen van 1912 in Stockholm een gouden medaille bij het touwtrekken door in de finale de Britse ploeg te verslaan. Een jaar later werd hij met de Zweedse ploeg wereldkampioen.
1900: Aabye, Schmidt, Winckler, Nilsson, Söderström, Staaf ·
1904: Olson, Johnson, Seiling, Magnusson, Flanagan ·
1908: Barrett, Goodfellow, Humphreys, Hirons, Ireton, Merriman, Mills, Shepherd ·
1912: Andersson, Bergman, Edman, Fredriksson, Gustafsson, Jonsson, Larsson, Lindström ·
1920: Canning, Holmes, Humphreys, Mills, Sewell, Shepherd, Stiff, Thorn